# Jealous Lover
Jealous Lover — міні-альбом англійської групи Rainbow.

## Композиції
1. Jealous Lover - 3:10
2. Weiss Heim - 5:10
3. Can't Happen Here - 5:02
4. I Surrender - 4:01

## Склад
- Джо Лінн Тернер - вокал
- Річі Блекмор - гітара
- Девід Розенталь - синтезатор
- Роджер Гловер - басс-гітара
- Боббі Рондінеллі - ударні